# Peugeot 205 Turbo 16
Peugeot 205 Turbo 16 — спортивный автомобиль, разработанный компанией Peugeot в первой половине 1980-х годов специально для участия в чемпионате мира по ралли. Несмотря на внешнюю схожесть и одинаковый цифровой индекс модели (205), не имел конструктивно ничего общего ни с одной модификацией дорожного Peugeot 205, а применённые при его создании технические решения не предполагали какого-либо массового производства. Был выпущен в количестве 200 штук, минимально необходимом для получения омологации ФИА для участия в автогонках по группе B.

## В автоспорте
Различные модификации модели Peugeot 205 Turbo 16 использовались в чемпионате мира по ралли. Там они стали одними из наиболее удачных по конструкции, и наиболее успешных по достигнутым результатам, среди автомобилей Группы B, которые являлись самыми мощными ралликарами в истории. Peugeot 205 Turbo 16 участвовали в половине сезона 1984 года, и затем в полных сезонах 1985 и 1986 годов. Было завоёвано 16 побед при стартах на 24 этапах. Ари Ватанен за рулём Peugeot 205 T16 выиграл последовательно пять гонок в которых участвовал (в течение 1984 и 1985 годов), и стал первым в Группе B кому такое удалось, а в сезоне 1985 года Тимо Салонен стал первым и единственным, кто смог выиграть пять гонок за один сезон на одной модели Группы B. В чемпионатах 1985 и 1986 годов завоёваны первые места как в зачёте марок для команды Peugeot Talbot Sport, так и в личном зачёте (пилотами Тимо Салоненом и Юхой Канккуненом, соответственно).

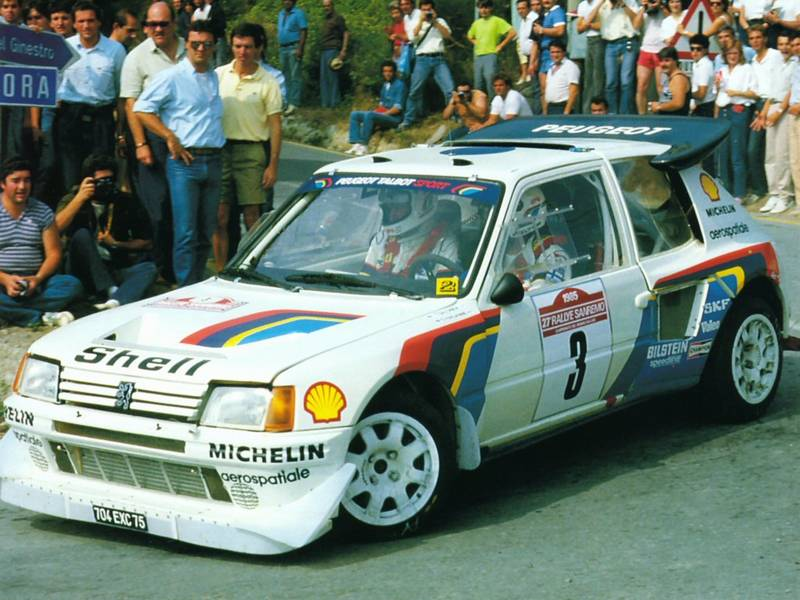
Тимо Салонен на Peugeot 205 T16 в ралли Сан-Ремо-1985

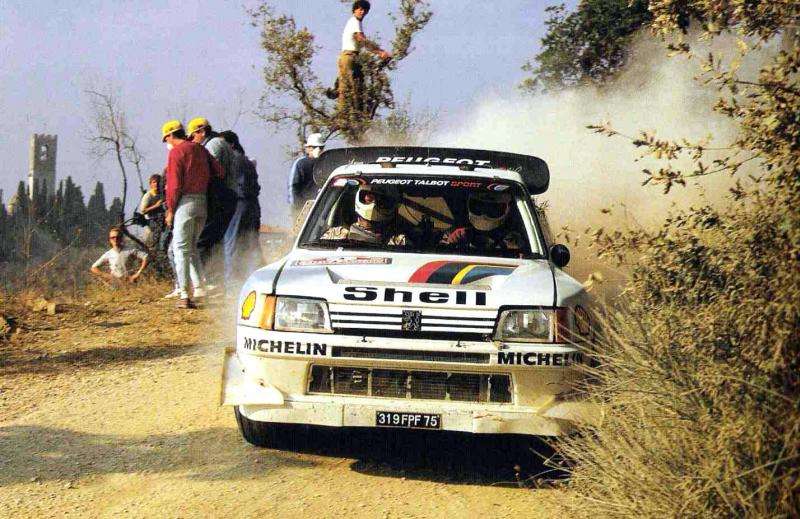
Юха Канккунен за рулем Peugeot 205 T16 на ралли Сан-Ремо-1986

| №  | Этап                 | Сезон | Пилот         | Штурман            | Модель                  |
| -- | -------------------- | ----- | ------------- | ------------------ | ----------------------- |
| 1  | Ралли Финляндии      | 1984  | Ари Ватанен   | Терри Харримэн     | Peugeot 205 Turbo 16    |
| 2  | Ралли Сан-Ремо       | 1984  | Ари Ватанен   | Терри Харримэн     | Peugeot 205 Turbo 16    |
| 3  | Ралли Великобритании | 1984  | Ари Ватанен   | Терри Харримэн     | Peugeot 205 Turbo 16    |
| 4  | Ралли Монте-Карло    | 1985  | Ари Ватанен   | Терри Харримэн     | Peugeot 205 Turbo 16    |
| 5  | Ралли Швеции         | 1985  | Ари Ватанен   | Терри Харримэн     | Peugeot 205 Turbo 16    |
| 6  | Ралли Португалии     | 1985  | Тимо Салонен  | Сеппо Харьянне     | Peugeot 205 Turbo 16    |
| 7  | Ралли Акрополис      | 1985  | Тимо Салонен  | Сеппо Харьянне     | Peugeot 205 Turbo 16 E2 |
| 8  | Ралли Новой Зеландии | 1985  | Тимо Салонен  | Сеппо Харьянне     | Peugeot 205 Turbo 16 E2 |
| 9  | Ралли Аргентины      | 1985  | Тимо Салонен  | Сеппо Харьянне     | Peugeot 205 Turbo 16 E2 |
| 10 | Ралли Финляндии      | 1985  | Тимо Салонен  | Сеппо Харьянне     | Peugeot 205 Turbo 16 E2 |
| 11 | Ралли Швеции         | 1986  | Юха Канккунен | Юха Пииронен       | Peugeot 205 Turbo 16 E2 |
| 12 | Ралли Корсики        | 1986  | Бруно Саби    | Жан-Франсуа Фошиль | Peugeot 205 Turbo 16 E2 |
| 13 | Ралли Акрополис      | 1986  | Юха Канккунен | Юха Пииронен       | Peugeot 205 Turbo 16 E2 |
| 14 | Ралли Новой Зеландии | 1986  | Юха Канккунен | Юха Пииронен       | Peugeot 205 Turbo 16 E2 |
| 15 | Ралли Финляндии      | 1986  | Тимо Салонен  | Сеппо Харьянне     | Peugeot 205 Turbo 16 E2 |
| 16 | Ралли Великобритании | 1986  | Тимо Салонен  | Сеппо Харьянне     | Peugeot 205 Turbo 16 E2 |